# Кічатий Юрій Святославович
Ю́рій Святосла́вович Кіча́тий  (нар. 27 листопада 1959, Кременець Тернопільської області) — український політик. Голова Рівненської обласної ради у 2010—2014 роках. Член партії «Сильна Україна». Військове звання — капітан запасу.

## Життєпис
Народився Юрій Кічатий 27 листопада 1959 року у місті Кременець (Тернопільська область). Працював інженером конструкторського відділу холодної штамповки Рівненської філії Ростовського науково-дослідного інституту технології машинобудування, директором малого виробничо-комерційного підприємства «Зевс», директором приватного підприємства «ЮТА», першим заступником голови Рокитнівської районної державної адміністрації. 
У квітні 1987 року був направлений на роботу для ліквідації наслідків аварії на Чорнобильській АЕС.
1998 та 2006 року Юрія Кічатого обрано депутатом Рокитнівської районної ради. 
1998–2002 рр. —  Голова Рокитнівської районної ради. 
2003–2005 рр. — заступник голови Рівненської облдержадміністрації. 
Депутат Рокитнівської районної ради III, IV скликань. 
2006 — Депутат Рівненської обласної ради. 
У 2004 році Юрій Кічатий — довірена особа кандидата в Президенти України В.Ф.Януковича. 
В 2007 році обраний депутатом Верховної Ради України. 
З червня 2009 року Юрій Кічатий — член Рівненського міськвиконкому. 
19 листопада 2010 року обраний головою Рівненської обласної ради. 4 лютого 2014 року подав у відставку. 

## Освіта
- 1981 р. — закінчив Український інститут інженерів водного господарства, кваліфікація «інженер-механік»;
- 1991 р. — закінчив Київський інститут політології та соціального управління за спеціальністю «теорія соціально-політичних відносин».

## Особисте життя
Одружений, виховує сина Димитрія та дочку Олександру.
Захоплення — самодіяльність, мистецтвознавство, поезія, гумор, сатира, художня фотографія та музика.
Девіз життя: «Єдина команда».